# Rhynchoplexia rubra
Rhynchoplexia rubra là một loài bướm đêm trong họ Noctuidae.